# Industry Baby
Az Industry Baby (stilizálva: INDUSTRY BABY) Lil Nas X amerikai rapper és énekes kislemeze, Jack Harlow amerikai rapper közreműködésével. A 2021. július 23-án megjelent dalon producer volt Kanye West és a Take a Daytrip. A Montero (Call Me by Your Name) és a Sun Goes Down után az Industry Baby a harmadik kislemeze a Montero című albumáról. A dal egy pop által inspirált rap himnusz.

## Háttér
2021 márciusában a Nike, Inc. beperelte az MSCHF művészeti csoportot, amelyek a Sátán Cipőket tervezték, amellyel Lil Nas X Montero (Call Me by Your Name) dalát népszerűsítették. Áprilisban zárták le az ügyet. Július 16-án Lil Nas X kirakott egy videót TikTokra, amelyben azt írta, hogy július 19-én lesz egy bírósági meghallgatása a cipőkkel kapcsolatban. A dátum végül nem egy meghallgatás volt, hanem az Industry Baby előzetesének megjelenése, amelyben Lil Nas X egy bírósági teremben látható, amely meghallgatásnak a témája a cipőkről hirtelen a szexualitására fordul. Az előzetes mellett létrehoztak egy weboldalt is.
Június végén megjelent a dal egy demó verziója, eltérő instrumentális részekkel és közreműködő előadó nélkül.
A dal megjelenése előtt Lil Nas X megosztott egy levelet, amelyet 20 éves önmagának írt, amelyben megjegyezte, hogy a dal "a miénk." Ezek mellett írt stagnálásáról a Covid19-pandémia közben, a szexualitása miatt történt kiközösítésről és arról, hogy erős tudott maradni, hogy sikeres legyen.
A dal videóklipjének megjelenése mellett együttműködött a The Bail Project nonprofit szervezettel, amely az óvadék eltörléséért küzd az Egyesült Államokban.

## Videóklip
A videóklipet a kitalált Montero Állami Börtönben rendezték. A klip folytatása a posztolt előzetesnek, amely azzal ér véget, hogy öt évre elítélik Lil Nas X-t, amiért meleg. A videóban szerepelnek utalások az 1994-es A remény rabjai filmre. A klipben Lil Nas X látható, ahogy sikereiről beszél, majd meztelenül táncol a börtön zuhanyzójában. A későbbiekben villamosszékkel kivégzi Jack Harlowt, aki korábban látható, amint egy rendőrnővel lép szexuális kapcsolatba. A klip végén a páros látható, ahogy rendőrautókkal, illetve egy busszal hagyják el a börtönt.

## Díjak és jelölések
| Év   | Díjátadó                | Díj                              | Eredmény | For.   |
| ---- | ----------------------- | -------------------------------- | -------- | ------ |
| 2021 | MTV Video Music Awards  | A nyár dala                      | Jelölve  | [ 17 ] |
| 2021 | UK Music Video Awards   | Legjobb popvideó – Nemzetközi    | Elnyerte | [ 18 ] |
| 2021 | UK Music Video Awards   | Legjobb koreográfia egy videóban | Jelölve  | [ 18 ] |
| 2021 | MTV Europe Music Awards | Legjobb közreműködés             | Jelölve  | [ 19 ] |
| 2022 | 64. Grammy-gála         | Legjobb dallamos rapteljesítmény | Jelölve  | [ 20 ] |

## Közreműködő előadók
- Lil Nas X – ének, dalszerző
- Jack Harlow – közreműködés, dalszerző
- Take a Daytrip – producer
  - David Biral – dalszerző
  - Denzel Baptiste – dalszerző, felvételi hangmérnök
- Kanye West – producer
- Nick Lee – dalszerző, co-producer
- Roy Lenzo – felvételi hangmérnök
- David Dickenson – felvételi asszisztens
- Drew Sliger – felvételi asszisztens, további producer
- Mervin Hernandez – felvételi asszisztens
- Eric Lagg – master
- Patrizio "Teezio" Pigliapoco – keverés

## Slágerlisták
| Slágerlista (2021–2022)                            | Legmagasabb pozíció |
| -------------------------------------------------- | ------------------- |
| Argentín kislemezlista (Argentina Hot 100)         | 64                  |
| Ausztrál kislemezlista (ARIA)                      | 5                   |
| Belga kislemezlista (Ultratop 50 Flanders)         | 19                  |
| Belga kislemezlista (Ultratop 50 Wallonia)         | 9                   |
| Brazil kislemezlista (UBC)                         | 6                   |
| Brit kislemezlista (OCC)                           | 3                   |
| Brit R&B-lista (OCC)                               | 1                   |
| Cseh kislemezlista (Singles Digitál Top 100)       | 4                   |
| Dán kislemezlista (Tracklisten)                    | 4                   |
| Dél-afrikai kislemezlista (RISA)                   | 4                   |
| Dél-koreai kislemezlista (Gaon)                    | 182                 |
| FÁK kislemezlista (Tophit)                         | 22                  |
| Finn kislemezlista (Suomen virallinen lista)       | 5                   |
| Francia kislemezlista (SNEP)                       | 3                   |
| Global 200 kislemezlista (Billboard)               | 2                   |
| Görögország kislemezlista (IFPI)                   | 1                   |
| Holland kislemezlista (Dutch Top 40)               | 27                  |
| Holland kislemezlista (Single Top 100)             | 10                  |
| Horvát kislemezlista (HRT)                         | 23                  |
| Indiai kislemezlista (IMI)                         | 3                   |
| Ír kislemezlista (IRMA)                            | 2                   |
| Izraeli kislemezlista (Media Forest)               | 7                   |
| Kanadai kislemezlista (Canadian Hot 100)           | 3                   |
| Kanadai AC-lista (Billboard)                       | 48                  |
| Kanadai CHR/Top 40-lista (Billboard)               | 1                   |
| Kanadai Hot AC-lista (Billboard)                   | 40                  |
| Litván kislemezlista (AGATA)                       | 2                   |
| Magyar kislemezlista (MAHASZ)                      | 11                  |
| Magyar streamlista (MAHASZ)                        | 2                   |
| Maláj kislemezlista (RIM)                          | 7                   |
| Mexikói Ingles Airplay-lista (Billboard)           | 17                  |
| Német kislemezlista (Official German Charts)       | 9                   |
| Norvég kislemezlista (VG-lista)                    | 3                   |
| Olasz kislemezlista (FIMI)                         | 20                  |
| Orosz Airplay-lista (Tophit)                       | 20                  |
| Osztrák kislemezlista (Ö3 Austria Top 40)          | 11                  |
| Portugál kislemezlista (AFP)                       | 1                   |
| Román Airplay-lista (Airplay 100)                  | 67                  |
| Spanyol kislemezlista (PROMUSICAE)                 | 27                  |
| Svájci kislemezlista (Schweizer Hitparade)         | 4                   |
| Svéd kislemezlista (Sverigetopplistan)             | 8                   |
| Szingapúri kislemezlista (RIAS)                    | 3                   |
| Szlovák kislemezlista (Singles Digitál Top 100)    | 2                   |
| Szlovák rádiólista (Rádió Top 100)                 | 19                  |
| US Billboard Hot 100                               | 1                   |
| US Adult Top 40-lista (Billboard)                  | 26                  |
| US Dance/Mix Show Airplay-lista (Billboard)        | 39                  |
| US Hot R&B/Hip-Hop dallista (Billboard)            | 1                   |
| US Mainstream Top 40-lista (Billboard)             | 14                  |
| US Rhythmic-lista (Billboard)                      | 8                   |
| US Rolling Stone Top 100                           | 1                   |
| Új-zélandi kislemezlista (Recorded Music NZ)       | 1                   |
| Vietnámi kislemezlista (Billboard Vietnam Hot 100) | 41                  |

| Slágerlista (2021)                           | Pozíció |
| -------------------------------------------- | ------- |
| Ausztrál kislemezlista (ARIA)                | 23      |
| Belga kislemezlista (Ultratop 50 Flanders)   | 91      |
| Belga kislemezlista (Ultratop 50 Wallonia)   | 39      |
| Brit kislemezlista (OCC)                     | 45      |
| Dán kislemezlista (Tracklisten)              | 37      |
| FÁK kislemezlista (Tophit)                   | 159     |
| Francia kislemezlista (SNEP)                 | 26      |
| Global 200 kislemezlista (Billboard)         | 26      |
| Holland kislemezlista (Single Top 100)       | 50      |
| Ír kislemezlista (IRMA)                      | 31      |
| Kanadai kislemezlista (Canadian Hot 100)     | 21      |
| Magyar kislemezlista (MAHASZ)                | 69      |
| Magyar streamlista (MAHASZ)                  | 14      |
| Német kislemezlista (Official German Charts) | 43      |
| Norvég kislemezlista (VG-lista)              | 25      |
| Olasz kislemezlista (FIMI)                   | 76      |
| Orosz Airplay-lista (Tophit)                 | 139     |
| Osztrák kislemezlista (Ö3 Austria Top 40)    | 26      |
| Svájci kislemezlista (Schweizer Hitparade)   | 31      |
| Svéd kislemezlista (Sverigetopplistan)       | 68      |
| US Billboard Hot 100                         | 24      |
| US Hot R&B/Hip-Hop dallista (Billboard)      | 6       |
| US Mainstream Top 40-lista (Billboard)       | 28      |
| US Rhythmic-lista (Billboard)                | 20      |
| Új-zélandi kislemezlista (Recorded Music NZ) | 22      |

## Minősítések
| Régió                      | Minősítés       | Példányszám |
| -------------------------- | --------------- | ----------- |
| Ausztrália (ARIA)          | 4× Platinalemez | 280 000     |
| Belgium (BEA)              | Platinalemez    | 40 000      |
| Dánia (IFPI Danmark)       | Platinalemez    | 90 000      |
| Egyesült Államok (RIAA)    | 4× Platinalemez | 4 000 000   |
| Egyesült Királyság (BPI)   | Platinalemez    | 600 000     |
| Franciaország (SNEP)       | Gyémántlemez    | 333 333     |
| Kanada (Music Canada)      | 3× Platinalemez | 240 000     |
| Lengyelország (ZPAV)       | Aranylemez      | 25 000      |
| Mexikó (AMPROFON)          | Platinalemez    | 140 000     |
| Németország (BVMI)         | Aranylemez      | 200 000     |
| Norvégia (IFPI Norway)     | Platinalemez    | 60 000      |
| Olaszország (FIMI)         | Platinalemez    | 70 000      |
| Portugália (AFP)           | 3× Platinalemez | 30 000      |
| Spanyolország (PROMUSICAE) | Platinalemez    | 40 000      |
| Svájc (IFPI Switzerland)   | 2× Platinalemez | 40 000      |
| Új-Zéland (RMNZ)           | Platinalemez    | 30 000      |
| Streaming                  |                 |             |
| Görögország (IFPI Greece)  | Platinalemez    | 2 000 000   |
| Svédország (GLF)           | Platinalemez    | 8 000 000   |

## Kiadások
| Régió            | Dátum               | Formátum                         | Kiadó    | For.    |
| ---------------- | ------------------- | -------------------------------- | -------- | ------- |
| Világszerte      | 2021. július 23.    | - digitális letöltés - streaming | Columbia | [ 113 ] |
| Oroszország      | 2021. július 31.    | kortárs slágerrádió              | Sony     | [ 114 ] |
| Egyesült Államok | 2021. augusztus 3.  | kortárs slágerrádió              | Columbia | [ 115 ] |
| Egyesült Államok | 2021. augusztus 3.  | urban kortárs rádió              | Columbia | [ 116 ] |
| Egyesült Államok | 2021. augusztus 3.  | ritmikus kortárs rádió           | Columbia | [ 117 ] |
| Ausztrália       | 2021. augusztus 20. | kortárs slágerrádió              | Sony     | [ 118 ] |